# Lunderupgård
Lunderupgård/ Lundergård er en gammel hovedgård som nævnes første gang i 1546 i Jetsmark Sogn. Den ligger 2½ km vest for Pandrup og er på 250 hektar med Nygård.

## Ejere
- 1546 Palle Nielsen Friis
- ca 1575 Laurids, Godske og Niels Pallesen Friis
- 1610 Niels Pallesen Friis
- 1633 Falk Gøye til Bratskov
- 1639 Kirsten Ottesdatter Bildt
- Falk Gøye til Bratskov
- 1641 Knud Enevoldsen Seefeld til Oksholm
- 1668 Bertel Jensen Dons
- 1669 Otte Christensen Skeel til Egholm
- 1686 Mogens Christensen Skeel til Egholm
- 1698 Helle Helene Rosenkrantz
- 1698 Charlotte Amalie Skeel
- 1702 Chr. Ludvig v. Plessen
- 1704 Arnold Chr. Dyssel til Sejlstrup
- 1714 Bartholomæus Dyssel
- 1717 Henrik Conrad v. Oberhausen
- 1727 Søren Kjærulf til Halkær og Thøger Benzon
- 1731 Thøger Benzon til Sohngaardsholm og Buderupholm
- 1733 Anders Jørgensen Gleerup til Sebber Kloster
- ca 1759 Jens Andersen Gleerup
- 1775 Jesper Chr. Østergaard
- 1793 Bertel Møller af Tranum Strandgaard
- 1797 Niels Vrigsted Møller
- 1798 Oluf Christensen og Laurs Svendsen Hviid
- 1802 Severin Gleerup til Vang
- 1810 Mads Hastrup og Else Cathrine Gleerup
- 1838 Laurits Hastrup
- 1858 Christian Frederik Keller
- 1858 Michael Marinus Møller
- 1864 Peter Louis Holm
- 1867 Johan Christoffer Salicat
- 1890 Landmandsbanken
- 1890 Jørgen Nielsen Næsgaard
- 1902 Chr. Andersen af Risager
- 1906 Søren Chr. Sørensen
- 1914 L. Fruensgaard
- 1941 Sigvard og Laura Nielsen
- 1948 Jørgen Sørensen
- 1993 Holga Hald / Peter Tetens Hald
- 1993 Peter Tetens Hald [2]